# Allens Pond Wildlife Sanctuary
Das Allens Pond Wildlife Sanctuary ist ein 611 Acres (2,5 km²) großes Schutzgebiet an der Buzzards Bay im Bundesstaat Massachusetts der Vereinigten Staaten. Es wird von der Massachusetts Audubon Society verwaltet.

## Schutzgebiet
Das Schutzgebiet umfasst unterschiedliche Lebensräume wie Strandbereiche, Wälder, offene Flächen, Sümpfe sowie den namensgebenden See Allens Pond, wodurch es über eine entsprechend vielfältige Flora und Fauna verfügt. So leben dort mehr als 300 unterschiedliche Vogelarten, darunter auch die von der IUCN als gefährdet eingestuften Gelbfuß-Regenpfeifer. Den Besuchern stehen Wanderwege mit einer Länge von insgesamt 7 mi (11,3 km) zur Verfügung, die in die drei Abschnitte Quansett Trail,  Allens Neck Trail und Beach Loop Trail unterteilt sind.
Im Schutzgebiet ist zudem das South Coast Osprey Project angesiedelt. Dieses Programm beobachtet seit 2004 jährlich rund 80 Brutpaare von Fischadlern, die auf extra dafür bereitgestellten Plattformen nisten, von denen die ersten bereits 1965 installiert wurden. Das Allens Pond Wildlife Sanctuary zählt damit zu den bedeutenderen Brutgebieten der Fischadler in Nordamerika. Die Beobachtung der Vögel ist wichtig, weil Fischadler am oberen Ende der Nahrungskette in Flüssen, Salzwiesen und Küstengewässern stehen. Ihre Entwicklung ist daher ein Indikator für Veränderungen der Umwelt.
Auf Umweltschutz wird auch bei der Verwaltung des Schutzgebiets großen Wert gelegt. So wurden bei den Gebäuden Maßnahmen zum Energie- und Wassersparen umgesetzt und eine Photovoltaikanlage erzeugt 1,8 kW Strom für den Eigenbedarf. Höhere Bedarfe werden durch den Zukauf von ausschließlich durch Windenergie erzeugten Strom abgedeckt.